# 萊奧波爾多·卡爾沃-索特洛
莱奥波尔多·卡尔沃·索特洛-布斯特洛（1926年4月14日—2008年5月3日），在1981年至1982年擔任西班牙首相。
| 前任： 阿道弗·苏亚雷斯 | 西班牙大臣會議主席 1981年－1982年 | 继任： 费利佩·冈萨雷斯 |